# 1943 في المغرب
تحتوي هذه المقالة على أهم الأحداث التي شهدتها المغرب في 1943، إضافة إلى أهم الشخصيات المغربية المولودة والمتوفية في هذه السنة.

## الحكم
- السلطان: محمد الخامس
- الحكم للإدارة الفرنسية في المغرب الحماية الفرنسية على المغرب 1912 - 1956.

- منطقة شمال المغرب وقتها كانت تحت حكم إسبانيا.
- المغرب الحالي وقتها كان سلطنة وليس مملكةـ كان يحكمها سلطان وليس ملك. وكان البلد يُسمى بلاد مراكش وليس المغرب.

## الأحـداث
- توفي السلطان عبد العزيز بن الحسن العلوي، سلطان حاكم المغرب من 1894 إلى 1908.
- تأسس الحزب الشيوعي المغربي
- تأسس مطار محمد الخامس الدولي
- إنعقاد مؤتمر الدار البيضاء

## رياضة
- تأسس نادي شباب أطلس خنيفرة لكرة القدم.

## مواليد
- عبد الكريم برشيد، كاتب صحفي ومؤلف ومخرج مسرحي.
- عبد السلام الصفريوي (إعلامي)، إعلامي سينمائي مغربي.
- الحسين المانوزي، نقابي وسياسي مغربي مختطف.
- لطفي أقلعي، أديب وكاتب وصحفي مغربي.
- عفيف بناني، فنان تشكيلي مغربي.
- عبد الباري الزمزمي، فقيه دين وسياسي مغربي.
- محمد زحل، فقيه دين وداعية مغربي.
- أحمد التوفيق، وزير الأوقاف والشؤون الإسلامية مغربي.
- شلومو بن عمي، مؤرخ إسرائلي مغربي.
- إدريس الخرشاف، كاتب مغربي.
- أحمد الزفزافي، مناضل.

## وفـيات
- عبد العزيز بن الحسن العلوي، سلطان حاكم المغرب.
- محمد الجبرائيلي شاعر مغربي.
- محمد العربي الناصري شاعر مغربي.
- محمد بن ميمون التوزاني الوليشكي علامة مغربي.